# Nokia 3
El Nokia 3 es un teléfono inteligente con sistema operativo Android de la empresa finlandesa HMD Global.
Nokia 3 es actualmente el segundo teléfono inteligente más accesible desarrollado por HMD Global. Se lanzó con la versión de Android One 7.1.1 y se ha actualizado recientemente a Android One 9 Pie (julio 2019). El teléfono utiliza un conjunto de chip MediaTek MT6737, y cuenta con una carcasa trasera de policarbonato con un marco de metal; una señal de estilo similar al Nokia Lumia 925.
HMD proporciona actualizaciones mensuales de software para ayudar a mantener a los usuarios seguros.

## Especificaciones

### Hardware
El Nokia 3 tiene una pantalla LCD LTPS IPS de 5.0 pulgadas, procesador Quad-core a 1.4 GHz Cortex-A53 Mediatek MT6737, 2 GB de RAM y 16 GB de almacenamiento interno que pueden ampliarse con tarjetas microSD de hasta 256 GB. El teléfono tiene una batería de Li-Ion de 2630 mAh, cámara trasera de 8 MP con flash LED y cámara frontal de 8 MP con enfoque automático. Está disponible en colores blanco plateado, negro mate, azul templado, blanco cobre.

### Software
Nokia 3 se envía con Android 7.0 Nougat y se puede actualizar a Android 9 Pie. En 2018 HMD GLOBAL informó un año más de soporte para todos sus dispositivos Android.
- Datos: Q28845516
- Multimedia: Nokia 3 / Q28845516